# Račice nad Trotinou
Račice nad Trotinou é uma comuna checa localizada na região de Hradec Králové, distrito de Hradec Králové‎.